# Estação Coqueiral
A Estação Coqueiral é uma estação de metrô do Metrô do Recife, ela é a 10ª estação mais próxima do centro da capital. O movimento da estação é relativamente baixo, pois não possui terminal rodoviário, a estação é mais utilizada para quem usa a Linha Centro. Ela também é  utilizada para quem mora aos arredores da estação para quem usa o metrô ou quer ir para estações que possuem algum terminal rodoviário. Ela é a última estação que atende tanto o Ramal Camaragibe quanto o Ramal Jaboatão.